# Olga Waissnix (Unternehmerin, 1918)
Olga Waissnix (geb. 27. November 1918 in Reichenau an der Rax; gest. 26. April 1945 in Prein an der Rax) war eine österreichische Unternehmerin und Widerstandskämpferin.

## Leben
Olga Waissnix wurde in Reichenau an der Rax als Tochter von Ludwig Waissnix (1883–1939) und Natalie Waissnix (geborene Freischberger, * 1895) geboren. Sie war die Enkelin der Hotelbesitzerin Olga Waissnix (1862–1897) und Schwester von Elisabeth Waissnix (1917–1945). Nach der Scheidung ihrer Eltern lebte sie bei ihrer Mutter. Nach dem Tod ihres Vaters kehrte sie nach Reichenau zurück und übernahm als Miterbin die Leitung des Familienhotels Thalhof.
Nach den Nürnberger Gesetzen als „Halbjüdin“ klassifiziert, wurde Olga Waissnix am 18. Juli 1941 aufgrund der Gesetze zum „Schutze der Wehrkraft des Deutschen Volkes“ zu einer sechswöchigen Haftstrafe verurteilt. Sie hatte sich auf Französisch mit französischen Kriegsgefangenen unterhalten und sie mit Zigaretten und Nahrung versorgt. Mit dieser Mitteilung an ihren Verlobten in einem Brief, den man beschlagnahmt hatte, begründete man ihre Verurteilung. Die Verfahrenskosten hatte sie zudem selbst zu tragen. In 2. Instanz wurde am 5. August 1941 die Haftstrafe auf drei Monate erhöht.
Olga Waissnix wurde Anfang April 1945 von NS-Funktionären verhaftet und zur Gestapo nach St. Pölten gebracht. Sie kam aufgrund des Vorrückens der Sowjettruppen kurzfristig frei, begab sich trotz Warnungen wieder nach Reichenau und wurde kurze Zeit später erneut festgenommen. Jugendliche Mitglieder des Volkssturms erschossen Olga Waissnix drei Tage später gemeinsam mit anderen Frauen – unter ihnen auch ihre Schwester Elisabeth – im Keller des Hotels Kaiserhof in Prein an der Rax.

## Ehrungen
Die Gemeinde Reichenau an der Rax gedenkt „ihren 1945 bis 1946 außerhalb der Kriegshandlungen gewaltsam ums Leben gekommenen“ Bürgern mit einer am 6. Mai 1995 enthüllten Gedenktafel am Schlossplatz, auf der auch Olga Waissnix genannt wird.